# 조화 함수

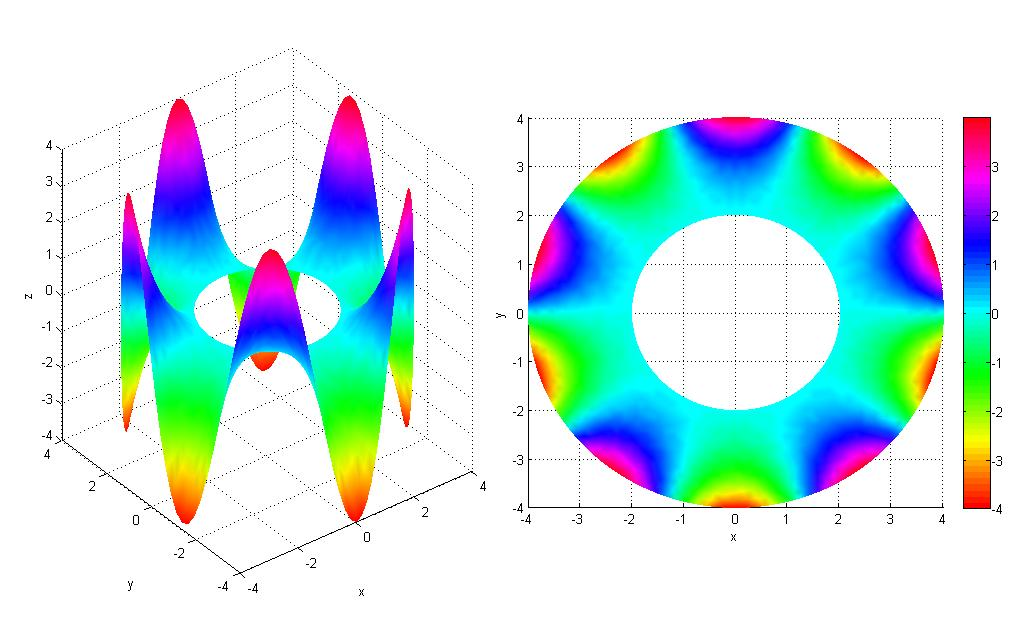
환형 위에서 정의되는 조화 함수의 예

수학에서 조화 함수(調和函數, harmonic function)는 라플라스 방정식의 해가 되는 함수다.

## 정의
유클리드 공간 {\displaystyle \mathbb {R} ^{n}}의 열린집합 {\displaystyle U\subset \mathbb {R} ^{n}} 위의 2차 연속 미분 가능 함수
{\displaystyle f\in {\mathcal {C}}^{2}(U,\mathbb {R} )}
가 다음 편미분 방정식을 따른다면, 이를 조화 함수라고 한다.
{\displaystyle \Delta f=0}
여기서
{\displaystyle \Delta ={\frac {\partial ^{2}}{\partial x_{1}^{2}}}+{\frac {\partial ^{2}}{\partial x_{2}^{2}}}+\cdots +{\frac {\partial ^{2}}{\partial x_{n}^{2}}}}
는 라플라스 연산자이다.

## 성질

### 정칙성
조화 함수의 정의는 2차 미분 가능성만을 전제로 하지만, 사실 모든 조화 함수는 항상 매끄러운 함수이자 해석 함수임을 보일 수 있다.

### 최댓값 원리
열린집합 {\displaystyle U\subseteq \mathbb {R} ^{n}}의 콤팩트 부분 집합 {\displaystyle K\subsetneq U}이 주어졌다고 하자. 그렇다면, {\displaystyle f\upharpoonright K}는 (콤팩트 공간 위의 연속 함수이므로) 최댓값과 최솟값을 갖는다. 이 경우, {\displaystyle f}가 최댓값 또는 최솟값을 갖게 되는 점은 (상수 함수가 아니라면) 항상 {\displaystyle K}의 경계 {\displaystyle \partial K}에 위치한다.
특히, 조화 함수는 상수 함수가 아니라면 최댓값이 아닌 극댓값을 가질 수 없다.
리우빌 정리에 따르면, {\displaystyle \mathbb {R} ^{n}} 위에 정의된 조화 함수 가운데 유계 함수인 것은 상수 함수 밖에 없다.

### 등각 변환에 대한 불변
2차원에서, 조화 함수는 등각 변환에 대하여 불변이다. 즉, 임의의 등각 변환
{\displaystyle \phi \colon U'\to U}
에 대하여, 만약 {\displaystyle f\colon U\to \mathbb {R} }가 조화 함수라면 {\displaystyle f\circ \phi \colon U'\to \mathbb {R} } 역시 조화 함수이다. (그러나 이는 다른 차원에서 일반적으로 성립하지 않는다.)

## 예
임의의 차원에서, 상수 함수와 선형 함수는 항상 조화 함수이다. 그러나 그 역은 일반적으로 성립하지 않는다.
{\displaystyle \mathbb {R} ^{n}\setminus \{0\}} 위에서,
{\displaystyle f({\vec {r}})={\frac {1}{|{\vec {r}}|^{n-2}}}}
는 조화 함수이다.

### 1차원
1차원의 공간 위의 조화 함수는 선형 함수
{\displaystyle f(x)=ax+b}
이다. 특히, 원 {\displaystyle \mathbb {S} ^{1}} 위의 조화 함수는 상수 함수 밖에 없다.

### 2차원
리만 곡면 위의 정칙 함수의 실수 성분(또는 허수 성분)은 조화 함수를 이룬다.

## 같이 보기
- 디리클레 문제
- 디리클레 원리
- 열방정식
- 라플라스 방정식
- 푸아송 방정식